# جورج ر. هيل الثالث
جورج ر. هيل الثالث (بالإنجليزية: George R. Hill III)‏ هو كيميائي وقسيس أمريكي، ولد في 24 نوفمبر 1921، وتوفي في 22 أبريل 2001 بسبب سرطان.